# Јагстхаузен
Јагстхаузен (њем. Jagsthausen) општина је у њемачкој савезној држави Баден-Виртемберг. Једно је од 46 општинских средишта округа Хајлброн. Према процјени из 2010. у општини је живјело 1.518 становника. Посједује регионалну шифру (AGS) 8125048.

## Географски и демографски подаци
Јагстаузен се налази у савезној држави Баден-Виртемберг у округу Хајлброн. Општина се налази на надморској висини од 240 метара. Површина општине износи 17,7 km². У самом мјесту је, према процјени из 2010. године, живјело 1.518 становника. Просјечна густина становништва износи 86 становника/km².